# 统一联盟党
統一聯盟黨，中華民國政黨，由中國統一聯盟成員組成，於2019年4月13日申請成立。其宗旨為支持中國和平統一，反對兩個中國與一中一台的台獨，支持中國大陸政府的一個中國原則下的九二共識。

## 概論
前身是由陳映真等人於1988年4月4日成立的中國統一聯盟。原中國統一聯盟因登記為政治團體，因《政黨法》規定，於2019年申請組成政黨。首任黨主席為紀欣，第二任黨主席為戚嘉林。

## 相關事件
2023年總統大選前，統一聯盟黨屏東分會會長張存逢及黃姓總幹事，接受大陸地區海南省臺灣同胞聯誼會、大陸地區山西省臺灣事務辦公室官員委託，以低廉團價，邀集有投票權的台灣民眾前往中國大陸南海島及山西省旅遊，接受國台辦官員招待，宣揚「兩岸一家親」、「九二共識」、「和平統一」。並要求民眾拒投民進黨及民進黨候選人，支持中國國民黨與中國國民黨候選人。經地檢署偵查後，以違反總統副總統選舉罷免法及反滲透法起訴。
2024年台中市二二八紀念活動上，統一聯盟黨台中黨部代表陳恆裕發言，為至中國大陸旅遊，受到中國大陸政府招待，回台灣後被依《反滲透法》約談的里長發聲，引起社會關注。

## 外部連結
- 统一联盟党的Facebook專頁